# 701781 Dougjohnstone
701781 Dougjohnstone este o planetă minoră (asteroid) din centura de asteroizi. A fost descoperită pe 5 august 2005 la  de . 
Obiectul prezintă o orbită caracterizată de o semiaxă mare de 3,0011195766279 UAi, o excentricitate de 0,1451678048477, o înclinație de 11,744661915281 ° în raport cu ecliptica.